# Liga Nacional de Honduras 1966/67
In 1966/67 werd het tweede seizoen gespeeld van de Liga Nacional de Honduras, de hoogste voetbalklasse van Honduras. Olimpia werd kampioen en plaatste zich zo voor de CONCACAF Champions Cup 1967.

## Eindstand
| Plaats | Club             | Wed. | W  | G | V  | Saldo | Ptn. |
| ------ | ---------------- | ---- | -- | - | -- | ----- | ---- |
| 1.     | Olimpia          | 18   | 14 | 1 | 3  | 35:19 | 29   |
| 2.     | Marathón         | 18   | 9  | 5 | 4  | 42:27 | 23   |
| 3.     | Vida             | 18   | 6  | 7 | 5  | 31:26 | 19   |
| 4.     | Real España      | 18   | 7  | 5 | 6  | 25:21 | 19   |
| 5.     | San Pedro        | 18   | 5  | 8 | 5  | 31:32 | 18   |
| 6.     | Honduras         | 18   | 7  | 4 | 7  | 25:30 | 18   |
| 7.     | Atlético Español | 18   | 6  | 4 | 8  | 25:31 | 16   |
| 8.     | Platense         | 18   | 5  | 5 | 8  | 22:27 | 15   |
| 9.     | Motagua          | 18   | 5  | 3 | 10 | 24:31 | 13   |
| 10.    | Troya            | 18   | 3  | 4 | 11 | 14:30 | 10   |

|  | Kampioen   |
|  | Degradatie |

### Kampioen
| Liga Naciona de Honduras de 1966/67 |
| Honduras                            |
| ----------------------------------- |
| OLIMPIA Kampioen (1° titel)         |

## Topschutters
| Speler            | Speler          | Goals | Club     |
| ----------------- | --------------- | ----- | -------- |
| Vlag van Honduras | Mauro Caballero | 12    | Marathón |